# Comedy hip hop
Genres dérivés
Horrorcore, nerdcore
La comedy hip hop, ou comedy rap, est un sous-genre du hip-hop de nature comique, incorporant souvent des paroles satiriques. Même si certains artistes de comedy hip hop sont considérés comme des parodies du hip-hop, les artistes puristes du genre incorporent parfois de l'humour à des paroles sérieuses, comme Les Infortunes et Eminem.
Avant que les thèmes sombres ne soient une des caractéristiques du gangsta rap dans les années 1990, le comedy hip hop, et son style plus léger et humoristique, est lancé dans les années 1980, et mené par des groupes importants comme Beastie Boys. Des groupes importants de comedy hip hop émergent au début des années 1990, incluant Das EFX et les Fu-Schnickens (en) et des rappeurs, à la fin des années 1990 et 2000, comme Hopsin, Eminem, Jon Lajoie, et The Lonely Island gagnent en popularité. Rucka Rucka Ali est un artiste qui expérimente la comedy hip hop en traitant des problèmes de société comme le racisme, démontré dans sa chanson I Can Do Whatever I'm White. « Weird Al » Yankovic se popularise quelque peu dans le genre, et dans le nerdcore. Thrift Shop de Macklemore et Ryan Lewis est également une chanson importante du genre comedy hip hop.
Hors domaine anglophone, le genre s'internationalise à partir des années 1990 avec les Allemands de Fettes Brot, le Finlandais Markoolio ou même le groupe français Svinkels.